# Shadow Fight 2
Shadow Fight 2 es un videojuego de lucha de rol desarrollado por Nekki y Banzai Games y publicado por Nekki. Es la segunda entrega de la serie Shadow Fight y fue lanzamiento suave el 22 de octubre de 2013. El juego completo se lanzó en todo el mundo el 1 de mayo de 2014, para Android y iOS. Luego se lanzó para Windows 8 y 8.1 el 26 de enero de 2015, y a Nintendo Switch como título descargable de Nintendo eShop el 13 de septiembre de 2018.
El juego utiliza los mismos gráficos que Shadow Fight, que representan al personaje jugador y sus oponentes como siluetas 2D. El jugador comienza desarmado, pero a medida que sube de nivel, desbloquea armas y equipos más avanzados. El juego se basa más en la historia que su predecesor y sigue a un guerrero conocido sólo como "Shadow", que lucha para recuperar su honor perdido y su cuerpo físico después de abrir accidentalmente las Puertas de la Sombra y desatar seis demonios en su mundo. , quien lo redujo a una silueta sin rostro. El título también presenta un modo multijugador, en el que los jugadores trabajan juntos para luchar contra poderosos jefes en el inframundo.
Shadow Fight 2 recibió una gran cantidad de críticas positivas tras su lanzamiento y está considerado como uno de los mejores juegos de lucha para dispositivos móviles.

## Jugabilidad
Shadow Fight 2 es un juego de lucha en 2D en el que los jugadores deben ganar al mejor de tres partidos contra oponentes controlados por computadora. El juego también tiene elementos de RPG que permiten a los jugadores mejorar sus armaduras, armas, habilidades y capacidades mágicas. Los personajes del juego son completamente siluetas, pero las animaciones son realistas y se basan en la física.
El jugador gana oro a lo largo del juego que puede usarse para comprar armas. El juego contiene siete provincias diferentes, cada una con un jefe principal. El jugador puede participar solo en cinco peleas antes de que deba reponer su energía, lo que se hace esperando, pagando dinero real o viendo una cantidad limitada de anuncios. Estos juegos pueden llegar a un final de serie después de lo cual se completa el juego completo.
Los logros son una parte fundamental de Shadow Fight 2. Los jugadores son recompensados por completar la historia y ciertas tareas.

## Trama
El mundo de Shadow Fight 2 se inspira en gran medida en la cultura clásica del Lejano Oriente, principalmente la China imperial y el Japón feudal. Cada vez que el jugador ingresa al juego, se le presenta una escena animada que explica la historia de fondo del protagonista, "Shadow", quien también actúa como narrador. Shadow explica que alguna vez fue un guerrero legendario, famoso por nunca perder una batalla. Mientras buscaba un oponente digno, accidentalmente abrió las Puertas de las Sombras, un camino a otro reino, desatando seis poderosos demonios en su mundo. Los demonios destruyeron el cuerpo físico de Shadow, reduciéndolo a una silueta sin rostro, y continuaron trayendo caos y destrucción al mundo. Ahora, Shadow se siente obligado a derrotar a los demonios. Para volver a sellar las Puertas, debe recuperar los antiguos Sellos que guardan, usarlos y expiar su error.
El juego está estructurado en múltiples capítulos, o "actos", cada uno de los cuales gira en torno a uno de los demonios a los que Shadow debe enfrentarse:
- Lynx, el líder de un grupo asesino llamado The Order. (Héroe renacido)
- Ermitaño, un poderoso mago y guerrero que abrió su propia escuela. (Camino secreto)
- Butcher, el líder de una pandilla juvenil. (Rastro de sangre)
- Wasp, líder de una tripulación pirata y autoproclamada "Reina Pirata". (Trono pirata)
- Viuda, que puede seducir prácticamente a cualquier hombre con sus encantos. (La mayor tentación)
- Shogun, un rōnin caído en desgracia convertido en señor de la guerra. (Reinado de Hierro)
- Titán, Conquistador del mundo. Último jefe del juego. (Revelación)

A lo largo de su viaje, Shadow se vuelve más poderoso al participar en varias batallas y actualizar periódicamente su equipo para tener más posibilidades contra los demonios. Lo acompañan varios aliados que le ofrecen apoyo y consejos, incluido su antiguo Sensei, un herrero llamado May, y más tarde un estafador llamado Sly. Finalmente, Shadow logra derrotar a todos los demonios y tomar sus Sellos, antes de regresar a las Puertas de la Sombra para sellarlos permanentemente. Los seis demonios se unen para intentar detenerlo, pero Shadow los domina y cierra las puertas. Sin embargo, antes de que se cierren por completo, Titán, el gobernante del Mundo de las Sombras, emerge del otro lado y secuestra a May. Esto inicia el 'Interludio', en el que Shadow debe derrotar a cada demonio una vez más para destruir sus Sellos y reabrir temporalmente las Puertas. Lo logra y se aventura solo en el Reino de las Sombras.
Inmediatamente después de llegar, Shadow es atacado por Shroud, un sirviente de Titán. Debilitado por su viaje a través de las Puertas, Shadow casi muere, pero Kali, un miembro de una resistencia clandestina que se opone al reinado de Titán, lo rescata y lo lleva de regreso al escondite de la resistencia. Allí, el líder de la resistencia, Cypher, le informa a Shadow que Titán es, de hecho, un señor de la guerra alienígena que ha conquistado muchos mundos, incluido éste, y que también planea invadir el mundo de Shadow. La resistencia está formada por numerosos alienígenas cuyos mundos fueron conquistados por Titán, y Shadow procede a ganarse su respeto derrotándolos a todos en combate. Cypher también lucha contra Shadow y, impresionado por sus habilidades, comenta que Shadow podría ser el guerrero que se profetizó que derrotaría a Titán. Luego hace que Kali lo lleve a conocer al Antiguo, un ser poderoso que ha entrenado a muchos guerreros (incluido Shroud) y cuya especie fue exterminada por Titán. Para encontrar al Antiguo, Shadow primero debe localizar y derrotar a Cronos, un robot creado por Cypher para este propósito, que finalmente se volvió rebelde. Usando la tecnología de rastreo de Cronos, Shadow y Kali encuentran al Antiguo, quien inicialmente se muestra reacio a ayudar, pero finalmente llega a creer en los poderes de Shadow después de pasar todas sus pruebas, que consisten en luchas contra los espíritus de los guerreros caídos y el propio Antiguo.
El Antiguo disfraza a Shadow como uno de los soldados de Titán y le sugiere que se acerque a Titán participando en un torneo celebrado para determinar el miembro más nuevo de las fuerzas de élite de Titán. A mitad del torneo, Shadow es llamado a regresar al escondite de la resistencia, que ha sido atacado por los soldados de Titán. Derrota a Shroud y se enfrenta a otro guerrero, Justice, que se revela como una May con el cerebro lavado. Después de que May es capturada por la resistencia, Shadow y Kali se dirigen a la Ciudadela de Titán, donde Shadow derrota a los guardaespaldas de Titán, todos los cuales son versiones oscuras alternativas de sí mismo. Mientras tanto, Ancient abandona el Mundo de las Sombras para "pelear una guerra" en otro lugar. May escapa y llega para matar a Shadow, pero él la derrota y la libera del control de Titán. Mientras Kali lleva a May de regreso a las Puertas de las Sombras, Sombra y Titán se involucran en una batalla final. Una vez que Titán es derrotado, su cuerpo explota, destruyendo la ciudadela. Shadow queda atrapado en la explosión, pero sobrevive y logra regresar a las Puertas antes de que sean destruidas, recuperando su cuerpo físico en el proceso. Shadow se reencuentra con May y los dos se abrazan antes de alejarse, sin darse cuenta de que los sigue una sombra que ha sobrevivido a la destrucción de los Gates.

### Viejas heridas
Old Wounds es una historia adicional exclusiva de la edición especial del juego que explora la historia de fondo de Sensei, incluidos sus encuentros con versiones más jóvenes de los seis demonios. Las batallas presentadas en este modo no se pueden repetir.
Un día, Sensei se encuentra con el Príncipe de Ciudad de Marfil, quien está siendo perseguido por Lynx. Después de que Sensei ahuyenta a Lynx, el Príncipe explica que fue secuestrado de su palacio por asaltantes desconocidos, pero logró escapar. Cuando fue secuestrado, el Príncipe escuchó que sus soldados estaban recibiendo entrenamiento de Hermit, por lo que él y Sensei van a enfrentarlo, convencidos de que estuvo involucrado en la traición de los hombres del Príncipe. Hermit revela que él fue quien contrató a Lynx para matar al Príncipe, pero afirma que solo lo hizo por el futuro de su escuela y ataca a Sensei. Después de ser derrotado, Hermit revela que la mano derecha del Príncipe, Shogun, le ordenó entrenar a sus soldados a cambio de protección de la banda de Butcher. Hermit sospecha que los hombres de Butcher están detrás del secuestro del Príncipe, por lo que él y Sensei van a enfrentarlo. Butcher confirma que secuestró al Príncipe, pero también revela que este último estuvo consciente de esto todo el tiempo y que el Príncipe le había pagado para que lo dejara ir y le dijera dónde encontrar una Esfera mágica. Expuesto, el Príncipe huye, dejando a Sensei para luchar contra Butcher. Después de su derrota, Butcher le indica a Sensei los muelles donde la Esfera está a punto de ser llevada en barco.
En los muelles, Sensei se enfrenta a Wasp, quien revela que alguien recuperó la Esfera el día anterior y lo ataca. Después de ser derrotada, Wasp le dice a Sensei que la mente maestra detrás de todos los eventos recientes es Widow, quien busca venganza contra el Príncipe por rechazar su amor y ha encantado la Esfera para que cualquiera que intente usar su poder se convierta en su esclavo. Sensei encuentra y derrota a Widow antes de persuadirla para que le diga dónde está la Esfera. Widow revela que el Príncipe lo tomó y usó su poder para derrotar a Shogun, a quien ahora planea ejecutar por traición. Sensei llega a Ciudad de Marfil, donde el Príncipe, enloquecido por el poder, ordena a un Shogun controlado mentalmente que lo mate. Tras la derrota de Shogun, el Príncipe lucha contra el propio Sensei, pero también es derrotado. Luego llega el Anciano y le explica a un confundido Sensei que ha detenido temporalmente el flujo del tiempo para llevar la Esfera de regreso a donde pertenece y que su presencia aquí fue causada por la inestabilidad de las Puertas de las Sombras. Antes de irse, le asegura a Sensei que nadie, incluido él, recordará nada de estos eventos mañana.

## Banda sonora
La banda sonora del juego fue compuesta por el compositor ruso Lind Erebros. También es conocido por sus trabajos en la serie de juegos de Nekki Vector. La banda sonora ha recibido un gran reconocimiento en diferentes partes del mundo.

## Recepción
Jason Parker de CNET calificó el juego con un 8,3/10, calificándolo como uno de los mejores juegos de lucha en la App Store "si puedes vivir con el modelo freemium directo".
Rob Rich de Gamezebo calificó el juego con 3,5/5 estrellas, elogiando las animaciones y la variedad de armas y criticando los "controles imprecisos" y algunas mecánicas de combate.
Silviu Stahie de Softpedia calificó el juego como "probablemente el mejor juego de lucha para Android" y dijo que era "fácil de aprender y dominar".

## Special Edition
Special Edition es la versión paga de Shadow Fight 2. Fue lanzado el 17 de agosto de 2017 en Android y el 22 de agosto de 2017 en iOS. Esta versión recompensa a los jugadores con gemas con mayor frecuencia y presenta una historia exclusiva llamada Old Wounds. La versión para Nintendo Switch de Shadow Fight 2, lanzada en 2018, contiene el mismo contenido que la Special Edition, así como un modo de lucha local exclusivo para dos jugadores.

## Secuela
Una secuela, Shadow Fight 3, se estrenó en todo el mundo el 16 de noviembre de 2017. A diferencia de sus predecesores, no tiene sombras negras planas en 2D para representar a los luchadores. En cambio, se representan como personajes tridimensionales en un entorno animado en 3D. Puedes cambiar tu personaje y estilo de lucha. Puedes crear tu propio personaje fácilmente. Si quieres un caballero valiente, un ninja oscuro o un samurái. Las animaciones del juego son adaptables, increíbles y excelentes. Las sombras todavía existen y se puede acceder a ellas con un nuevo modo conocido como Forma de Sombra. Mientras están en esta forma, los luchadores pueden convertirse en una sombra y pueden realizar movimientos que desafían la física basados en las habilidades de sombra de los elementos equipados de los luchadores.